# Замзорское муниципальное образование
Замзорское муниципальное образование — муниципальное образование со статусом сельского поселения в 
Нижнеудинском районе Иркутской области России. Административный центр — посёлок Замзор.
Посёлок Замзор располагается в 72 километрах от города Нижнеудинска, являющегося районным центром. В посёлке протекает речка Топорок и речка Гавриловка, впадающая в Топорок. Посёлок окружают сопки, покрытые хвойными лесами. Произрастают многие породы деревьев, такие как сосна, лиственница, ели, берёза, осина. Преобладающие почвы на территории: серые лесные, с наиболее распространенными суглинистыми и среднесуглинистыми разновидностями.

## Демография
По результатам Всероссийской переписи населения 2010 года 
численность населения муниципального образования составила 1566 человек, в том числе 760 мужчин и 806 женщин.

## Населенные пункты
В состав муниципального образования входят населённые пункты:
- Замзор
- Алгашет
- Участок Загорье
- Участок Косой Брод
- Первомайский
- Старый Замзор[3]